# Pararge bilinea
Pararge bilinea är en fjärilsart som beskrevs av Ruggero Verity 1953. Pararge bilinea ingår i släktet Pararge och familjen praktfjärilar. Inga underarter finns listade i Catalogue of Life.